# Sojus TM-24
Sojus TM-24 ist die Missionsbezeichnung für den Flug eines russischen Sojus-Raumschiffs zur russischen Raumstation Mir. Der 27. Besuch eines Raumschiffes bei der Raumstation Mir war der 24. Besuch eines Sojus-Raumschiffs und der 100. Flug im russischen Sojusprogramm.

## Besatzung

### Startbesatzung
- Waleri Grigorjewitsch Korsun (1. Raumflug), Kommandant
- Alexander Jurjewitsch Kaleri (2. Raumflug), Bordingenieur
- Claudie André-Deshays (1. Raumflug), Wissenschaftskosmonautin ( CNES/ Frankreich)

### Ersatzmannschaft
- Gennadi Michailowitsch Manakow, Kommandant
- Pawel Wladimirowitsch Winogradow, Bordingenieur
- Léopold Eyharts, Wissenschaftskosmonaut ( CNES/ Frankreich)

Tatsächlich waren Manakow und Winogradow für die Hauptmannschaft vorgesehen. Bei Manakow wurden jedoch Herzstörungen festgestellt, so dass er und Winogradow durch Korsun und Kaleri ersetzt werden mussten.

### Rückkehrbesatzung
- Waleri Grigorjewitsch Korsun (1. Raumflug), Kommandant
- Alexander Jurjewitsch Kaleri (2. Raumflug), Bordingenieur
- Reinhold Ewald, Wissenschaftsastronaut ( DLR/ Deutschland)